# Le porte del cimitero
Le porte del cimitero è un dipinto a olio su tela (87x68,5 cm) realizzato nel 1917 dal pittore Marc Chagall.
È conservato nel Centre Pompidou di Parigi.
Le porte del cimitero è un'opera cubista.
Mentre tutti rappresentavano il lato più duro e cruento della guerra, Chagall rappresenta questo cimitero, calmo e tranquillo con i suoi blu e grigi.
È come se volesse far vedere la morte sotto un aspetto più triste, quello del cimitero dove la morte viene rappresentata silenziosa e ben visibile.
L'intimistica visione del cimitero viene trasmessa da Chagall tramite la raffigurazione dall'esterno, che mantiene intatta la sacralità del luogo.